# Neobisium georgecastriotae
Neobisium georgecastriotae är en spindeldjursart som beskrevs av Curcic, Dimitrijevic, Rada, Dudic, Simic och Vujcic-Karlo 2006. Neobisium georgecastriotae ingår i släktet Neobisium och familjen helplåtklokrypare. Inga underarter finns listade i Catalogue of Life.